# Miu Arai
Miu Arai (jap. 新井 美羽 Arai Miu; ur. 17 września 2006 w Tokio) – japońska aktorka i była aktorka dziecięca. W 2017 roku wystąpiła w taiga dramie „Naotora: The Lady Warlord”.

## Wybrana filmografia

### Dramy
| Rok  | Tytuł                                                                      | Rola                                       | Stacja telewizyjna | Uwagi       |
| ---- | -------------------------------------------------------------------------- | ------------------------------------------ | ------------------ | ----------- |
| 2013 | Kogure Shashinkan (小暮写眞館)                                             | Fuko Hanabishi                             | NHK                |             |
| 2013 | Castella (かすてぃら)                                                      | Reiko Sano                                 | NHK                |             |
| 2013 | Prince Charming Best Age for Pure Love (ハクバノ王子サマ 純愛適齢期)       | Mio                                        | NTV                |             |
| 2015 | I Want To Eat Nagasaki Champon Noodles (ちゃんぽん食べたか)                | Młoda Reiko Sano                           | NHK                |             |
| 2017 | Naotora: The Lady Warlord (おんな城主 直虎)                                | Młoda Naotora Ii / Otowa                   | NHK                | Taiga drama |
| 2018 | In This Corner of the World (この世界の片隅に)                             | Młoda Suzu Urano                           | TBS                |             |
| 2020 | Suteteyo, Adachi-san (捨ててよ、安達さん。)                                | Miu (córka Adachi) / Młoda Adachi Yumi     | TV Tokyo           |             |
| 2021 | Lion Snack (ライオンのおやつ)                                              | Kozue Sakaguchi                            | NHK                |             |
| 2022 | Dear My Loneliness and Darkness (愛しい嘘～優しい闇～)                     | Yume Nose (gimnazjum)                      | TV Asahi           |             |
| 2023 | Trzeba było powtórzyć milion razy (100万回 言えばよかった)                 | Młoda Yui Soma                             | TBS                |             |
| 2023 | Jutro będę czyjąś dziewczyną (sezon 2) (明日、私は誰かのカノジョシーズン2) | Kokoro                                     | MBS, TBS           |             |
| 2024 | Living With Him (彼のいる生活)                                             | Saki Natsukawa (siostra Ryoty)             | Tokyo MX           |             |
| 2024 | Sky Castle (SKYキャッスル)                                                 | Ruri Asami (najstarsza córka Sae i Hideyo) | TV Asahi           |             |

### Filmy
| Rok  | Tytuł                                                                      | Rola                     | Uwagi |
| ---- | -------------------------------------------------------------------------- | ------------------------ | ----- |
| 2013 | Jinjin (じんじん)                                                          | 4-letnia Masako Takamine |       |
| 2017 | Dear Etranger (幼な子われらに生まれ)                                       | Eriko                    |       |
| 2018 | DTC: Yukemuri Junjo Hen from High&Low (DTC -湯けむり純情篇- from HiGH&LOW) | Megumi Morita            |       |
| 2024 | Dear Family (ディア・ファミリー)                                           | Sumi Tsuboi              |       |
| 2025 | Seishun Gestalt Houkai (青春ゲシュタルト崩壊)                              |                          |       |
| 2025 | Snowflowers: Seeds of Hope (雪の花 —ともに在りて—)                         |                          |       |